# いしかわじゅん
いしかわ じゅん（本名：石川 潤、1951年2月15日 - ）は、日本の漫画家・小説家・漫画評論家。
漫画家の藤臣柊子は元妻。日本SF作家クラブ会員だったが2023年5月時点では退会している（元妻の藤臣も同様）。既婚者。実父は元愛知県議会議員で元全トヨタ自動車労連会長の石川義之（ - 2024年3月、97歳没）。

## 経歴
愛知県西加茂郡挙母町（現・豊田市）出身。愛知県立豊田西高等学校、明治大学商学部卒。大学在学中に明治大学漫画研究会に所属し、先輩として三学年上にかわぐちかいじ、二学年上にほんまりうがいた。ただし、5年間に手掛けた漫画は十数枚程度だった。
1975年4月、トヨタ自動車工業（現・トヨタ自動車）に入社し生産管理部に配属されるも、翌1976年2月に退社。先輩漫画家の手伝いなどで多少のテクニックを知っていたことや、会社勤めも難しいという考えから、漫画家を志望し、日本文華社（現・ぶんか社）への持ち込みを経て、同年8月に漫画家としてデビューした。ギャグ漫画などを得意とし、1970年代末から1980年代初頭にはニューウェーブ系作家のひとりと称された。
その後、漫画家活動のかたわら漫画評論、エッセイ、小説なども発表している。1996年からNHKBS2で不定期放送されていた『BSマンガ夜話』のレギュラーメンバーを務め、『週刊アスキー』ではパソコン・エッセイ『だってサルなんだもん』を長期連載した。
1995年、さまざまな雑誌に掲載された漫画評論を再構成した『漫画の時間』（晶文社）を上梓。手塚治虫文化賞選考委員を第1回（1997年）から第12回（2008年）まで務めた。
2008年、『漫画の時間』の続編にあたる漫画評論集『漫画ノート』を上梓。
2015年2月1日から、毎日新聞朝刊に、長期連載されていた『アサッテ君』（作・東海林さだお）に代わる4コマ漫画『桜田です!』の連載を開始した。

## 人物
アシスタント出身の漫画家にスノウチサトル（すのうちさとる）、原律子、はだみちとし、若林健次、中村光信などがいる。またアシスタントではないものの内田春菊の漫画家デビューを助けており、その経緯は実録漫画「フロムK」に詳しい。
明大在学中の1972年から東京・吉祥寺に在住し、仕事場も吉祥寺に置いた。若い時代は、飲み屋兼ライブハウスの「ぐゎらん堂」常連であり、高田渡と交流があった。国分寺の「ほんやら洞」にもしばしば通い、店長の中山ラビと親しくなり、自身の作品『蘭丸ロック』に登場する主人公いきつけの店の店主のモデルにしている。
プロレスファンとしても知られ、レスラー鶴見五郎が茅ケ崎に「鶴見五郎ジム」を立ち上げた際にはその看板に鶴見の似顔絵を描いた。また、ダイビング愛好家で沖縄の海を愛し、那覇に「支店」と称する仕事場兼の別荘を所有している。

## 評価

### 漫画家として
基本的にはギャグ漫画であり、ページ数の少ない埋め草的作品が多い。下ネタも好きである。初期の活躍は主として二流ないし三流劇画誌である。三流劇画ムーブメントの際には『劇画エロジェニカ』に『憂国』を連載し、とある演歌歌手の信奉者（金沢主義者）たちによる革命と挫折を描いた（大塚英志によれば「共産主義を金沢主義に置き換えただけのギャグ」）。その流れの延長に『週刊ヤングマガジン』に連載した『約束の地』がある。このほか自身の交友関係を毒舌的に描いた『フロムK』などがあるが、絶版となることが多い。
また、後述する評論家としての姿勢も相まって、画力に難があると批判を受けることもある。

### 漫画評論家として
いしかわは漫画アクション増刊号・アクション・ラボでは責任編集者として、自分が好きな漫画家に自由に漫画を描いてもらい、一冊の本にして読者に紹介し、反応を探るという実験を試みていた。そしてさらに一歩進んで、1995年に、漫画評論集『漫画の時間』を発表する。この作品では、自分のフィールドであるギャグ漫画を中心に、少女漫画、そしてゲイ漫画、風俗ルポ漫画、暴走族の実録漫画などのアンダーグラウンドの分野まで幅広く漫画を扱い紹介した。歯に衣着せぬ論評で、ベストセラーとなるが、一方で現役漫画家が漫画を評論することに、読者そして同業者からも賛否両論が起こることとなる。後にこの作品での成功は、宝島社の『このマンガがすごい!』などの刊行や『BSマンガ夜話』の放送開始などもあり、漫画評論が刊行誌などで連載され読み捨てられるだけのコラムなどではなく、売り物になる出版物のジャンルとして定着するきっかけとなってゆく。
いしかわ本人は「子供のころからずっと大量に漫画を読み続けてはいたから、読む力はある」と自負している。
『BSマンガ夜話』で共演した作家の岡田斗司夫によれば、いしかわは論理的、分析的に話を進めるタイプではなく、「本当に天然で何も考えず喋っている」タイプの評論家だといい、同番組に出演していた漫画コラムニストの夏目房之介は常々「俺本気の評論家モードで話したらいしかわじゅんと話が合うはずないじゃん」と評していた。そうした危険をはらみながらも同番組の継続が可能となった理由について、岡田は「いしかわじゅんの暴言、断言をいかに引き出して、みんなでそれを面白がるか」に出演者一同が気づき、それぞれの役回りに徹した結果としている。
また、漫画の「うまいヘタ」をわかりやすく断定しようとするため物議を醸すことが多い。夏目によれば、いしかわには「マンガがうまいことと、絵がうまいことは、必ずしも一致しない」という前提があり、同じ作家として作品を発表しているのなら作品の巧拙を論じられることは避けられないという矜持があるという。夏目は、いしかわが「うまいヘタ」を断定したところで一面的なものに過ぎず、普遍的なものではない。けれど、一面的として切り崩していくと批評もできなくなり、誰かが断定しなければ話は始まらないのだと擁護。さらに「マンガでしか表現として成り立ち得ない構造」などのいわゆる漫画文法について「いしかわは優れた指摘のできる人物」と評している。その一方で評論家として「いいかたに難がある」「よく言えば率直、悪く言えば人を傷つけやすい」ともしており、当人はプラスに評価するつもりでも「絵は下手だけど」と前置きするために、相手にはマイナスの評価として受け取られる傾向があるとしている。

## エピソード

### 吾妻ひでお
1970年代は、吾妻ひでおとファン層が重なっており、作品内で吾妻ひでおと「抗争」があった。吾妻の作品『ななこSOS』には、石川をモデルにした“Dr.石川”というキャラクターが登場している。
いしかわは自作の人物は足がごく小さいことから吾妻作品について「足の大きさは醜いと言ってもいいくらいだ」と書き、吾妻は「月並みでない、臭くないギャグ」と評した。この状況を手塚治虫が自作『七色いんこ』でパロディにしており、いしかわ扮するヒゲを生やしたPTA会長の女性が吾妻扮する校長先生とキスを交わし結婚するというエピソードを描いた。いしかわ曰く、「吾妻との仲は全然悪くなかった」。2019年に吾妻の死去の報を受け、Twitterで哀悼の意を表している。
いしかわと吾妻は高信太郎によって、「リトル・メジャー」（いしかわ）、「ビッグ・マイナー」（吾妻）と評された。
『漫画ノート』に収録されている、『失踪日記』発表後の吾妻ひでおへのインタビューで「自身もデビュー10年目ごろにギャグ漫画を描き続けることに行き詰まり、仕事を整理して香港やロンドンを数カ月訪問してその後、1年半ほど仕事をしなかった」と語っている。

### 関川夏央と狩撫麻礼
また、漫画原作者の関川夏央や狩撫麻礼とも、1970年代から1980年代にかけて交流があり、関川は「セキカワ教授」「山道山」など多数のキャラで、狩撫は坂口安吾の作品のキャラクターを元ネタとする「風博士」として、いしかわの漫画に登場していた。
だが、エッセイ漫画「フロムK」で、狩撫を「漫画業界のパーティでは（自分の漫画の）風博士の真似をする」「パーティでは、かならず途中で機嫌を悪くして帰ってしまう。パーティが嫌いなら最初から来なければいいのに」と描写したのが狩撫の意に沿わず、その返答として狩撫が原作を担当する同じ雑誌掲載の「ボーダー」に、いしかわと関川を揶揄したエピソードが90話で描かれた。これに関川が激高し、正式に漫画アクション編集部に抗議したため、いしかわも態度を鮮明にせざるを得なくなり、関川を支持することとなる。結局、この件に関しては、漫画アクション編集部と狩撫、さらには作画担当であったたなか亜希夫までが同誌に謝罪文を掲載することとなり、こうした事情により単行本には収録されていない。後年、この件に関していしかわは、「狩撫はよくある楽屋落ちの冗談のつもりだったのだろうが、もともとあまりギャグのセンスがなかったこともあって、下劣で醜悪な物になってしまった」、「誰か（編集部、あるいは作画担当だったたなか亜希夫）が止めるべきだったのに誰も止めなかった」「関川が激高したことは理解出来るし、どちらを支持するかと言えば関川を支持することになる」、「とにかく悲しい出来事であり、あまり思い返したくない」と語り、暗に関川を巻き込まなければ、適当なところで手打になったであろうという意味のことも書いている。このことによりいしかわと狩撫との関係は悪化し、予定されていたコンビによる連載が中止になったという。さらに、関川と狩撫は完全に絶縁状態になった。
関川との関係はその後も良好であり、後に撤回されているが『BSマンガ夜話』が局側の意向により一旦終了が決まった際、関川が原作を担当した『事件屋稼業』を取り上げている。また、この放送回は、批評される当事者の関川自身がゲスト出演した。

### ビッグホリデー裁判
1989年1月、いしかわが友人とスキー旅行に出掛けた所、乗って行った車が動かなくなってしまった。そこでビッグホリデー社のスキーバスで帰ることにした所、途中でトイレ休憩に降りた際にバスが彼等を置き去りにして出発していた。吹雪の中、必死で別会社のバスに便乗して次の休憩で止まっていたバスに追いついたが、スキーバス側からは謝罪の言葉もなかった。
その体験を会社名を明示の上、当時連載していた「フロムK」に「オレは2度とビッグホリデーなんか利用しねーからなっ!!　バカヤロー!!」という台詞を入れて描いたところ、内容証明郵便がビッグホリデーから届き「バカヤロー」という台詞に対して謝罪するように求められたが、いしかわがそれに応じなかったため名誉毀損で民事提訴された。結果は和解となったが、いしかわ側に得はなく弁護士料200万円を費やしたのみで終わっている。
この裁判の経緯はいくつかの雑誌で連載したが、連載する雑誌がことごとく廃刊になるなどした後、ようやく刊行された著書『鉄槌!』にまとめられている。

### 週刊プロレスとの論争
1990年にメガネスーパーが設立したプロレス団体SWSに対し、週刊プロレスは「金権プロレス」と揶揄し批判記事を展開していた。それに対しいしかわは「記事が偏向ぎみで、正しいジャーナリズムやマスコミの姿勢とは思えない」と自身の作品で批判した。
この批判に対し、週プロの編集者であった鈴木健が誌面で反論すると、会場内でいしかわに顎を掴んで凄まれるという事件が起きた。これにより、同誌面での論争に発展していくこととなる。いしかわは週プロ誌面に「卑怯者の君たちへ答える」と題した文章を寄稿するも、当時の編集長であったターザン山本はこれに対し論理的な回答を示せず一方的に議論を終結し、いしかわもそれ以上に深追いすることもなくそのまま論争はフェードアウトしていく形となった。この論争については、エンターブレインより刊行された『生前追悼ターザン山本!』にて、いしかわの口から詳細に語られている。

### 柴門ふみ
漫画家の柴門ふみが、「心理的に高度な内容は活字でないと表せない」とエッセイにおいて発言した際、「それはあなた（柴門）の、漫画家としての力量の問題で、漫画を小説の下に置くような発言は許せない」と批判した。

## 作品

### 漫画
- ドラゴン・ブギ（1979年9月 奇想天外社）
- 憂国（1980年3月10日、けいせい出版）
- 蘭丸ロック1,2（1980年11月、12月、大都社）
- かんぱりソーダ（1981年2月、朝日ソノラマ）
- 約束の地（1981年8月、講談社）
  - 約束の地・憂国（1990年11月、新潮社）
- 至福の街（1981年11月、奇想天外社）
  - 至福の街（1985年12月、双葉社）
- スキャンダル通信（1982年2月、講談社）
- ぱわふる探検隊（1982年2月、双葉社）
- 不思議!!ひとみちゃん（1982年5月、講談社）
- テクノ・シャポー（1982年10月、双葉社）
- スキャンダル倶楽部（1983年2月、講談社）
- それゆけ!山道山（1983年3月、実業之日本社）
  - さあこい!山道山（1983年12月、徳間書店）
- ちゃんどら（1983年4月、双葉社）
  - ちゃんどらの逆襲（1987年11月、双葉社）
- ドドンパ主義（1983年6月、立風書房）
- メンカー（1983年7月、立風書房）
- スーパー八宝菜（1983年11月、徳間書店）
- アンバランス街（1983年12月、竹書房）
- あかねちゃんスペシャル（1984年1月、徳間書店）
- 猿丸ラスタマン（1984年3月、双葉社）
- キリコ特急1〜5（1984年8月〜1986年9月、少年画報社）
- なんだかみゆきちゃん（1984年9月、徳間書店）
- 寒い朝（1984年12月、双葉社）
- うえぽん1〜3（1985年8月〜1988年12月、白泉社）
- アトミック街1,2（1985年9月〜1986年2月、秋田書店）
- PUNK DRAGON（1985年11月 JICC出版局）
- 僕達のサヨナラ・感電タウン（1986年8月19日、双葉社）
- スノウ外伝（1987年3月、白泉社）
- アドリブ白書（1987年9月、白泉社）
  - 続アドリブ白書（1987年10月、白泉社）
- 東京でサヨナラ（1988年7月、河出書房新社）
- ドラゴン式（1988年11月、双葉社）
  - 続ドラゴン式（1988年12月、双葉社）
- フロムK1,2（1989年8月,9月、双葉社）
- 東京物語1〜10（1989年12月〜1993年11月、集英社）
- パンクドラゴン大全1〜3（1991年7月〜1992年3月、双葉社）
- 薔薇の木に薔薇の花咲く1（1991年12月、光文社）
- 父（パパ）のタマシイ（1994年5月、ぶんか社）
- イエローカードに気をつけろ!1（1995年3月22日、集英社）
- THE ADLIB REPORT英語版（1995年9月、ディーエイチシー）
- 薔薇の木に薔薇の花咲く1〜3（2000年4月30日、扶桑社文庫）
- 吉祥寺キャットウォーク 1〜2（2012年7月25日、2013年2月25日、エンターブレイン）
- ミミ正（2012年7月25日、ホーム社）
- 桜田です!（2015年2月1日連載開始、毎日新聞朝刊）[22]

### 小説
- 吉祥寺探偵局（1987年2月、講談社）
- 東京で会おう（文庫）（1991年7月、角川書店）
- ロンドンで会おう（文庫）（1991年9月、角川書店）
- 瓶詰めの街（1994年3月、角川書店）
- ファイアーキング・カフェ（2010年5月、光文社）

### コラム・評論
- プロレス大好き！（1983年1月、広済堂出版）
- 吉祥寺気分（1986年7月、双葉社）
- ガールフレンズ（1987年1月、CBS・ソニー出版）
- だってサルなんだもん1〜8（1994年11月〜2001年6月、アスペクト（アスキー））
  - だサル―コンピューター魔道篇（2002年9月、アスキー）
- 漫画の時間（1995年11月、晶文社）
  - 漫画の時間韓国語版（1997年4月）
- 鉄槌!（2000年9月、角川書店）
- 秘密の手帖（2002年5月、角川書店） - のちに業界の濃い人に改題
- いしかわ式（2004年3月、アスキー）
- いしかわ世界紀行（2005年9月、毎日新聞社）
- 漫画ノート（2008年1月、バジリコ）
- 秘密の本棚―漫画と、漫画の周辺（2009年5月、小学館クリエイティブ）
- 今夜、珈琲を淹れて漫画を読む「漫画の時間」2時間目（2015年2月、小学館クリエイティブ）
- 日本短編漫画傑作集(全6巻)　いしかわじゅん,江口寿史,呉智英,中野晴行,村上知彦,山上たつひこ(共同監修) 小学館　2021

### 挿絵・カバー絵担当
- 幸せの青い鳥 火浦功著 いしかわじゅん絵　（ハヤカワ文庫JA　1983年)
- 大冒険はおべんと持って 火浦功著 いしかわじゅん絵　（ハヤカワ文庫 JA234―みのりちゃんシリーズ） 1987年1月1日
- 電脳セッション  東野司著、いしかわじゅん絵　ハヤカワ文庫JA 1991年4月
- デキゴトロジー vol.1－Vol.13　週刊朝日風俗リサーチ特別局 新潮文庫 1991年-1994年
- 戦慄！まるプ業界用語辞典 夢枕獏著、 いしかわじゅん絵　講談社　1992年3月 のち文庫
- 料理少年・オムレツ勝負Kタロー 令丈ヒロ子著 、いしかわじゅん絵　（講談社 青い鳥文庫）1993年10月15日
- 料理少年・Kタロー対社長少年 令丈ヒロ子著 、いしかわじゅん絵　（講談社 青い鳥文庫） 1994年8月15日
- 恋人はインタフェース 東野司著、 いしかわじゅん絵　ジャストシステム 1995年1月1日
- 料理少年・ポップコーン作戦 令丈ヒロ子著 、いしかわじゅん絵　（講談社青い鳥文庫） 1995年12月15日
- 料理少年Kタロー 1-4 令丈ヒロ子著、いしかわじゅん絵　ジャイブ（カラフル文庫）2004年

### キャラクターデザイン
- スーパーマン - 1987年にケムコより発売されたファミリーコンピュータ用ゲームソフト
- カマちゃん・タマちゃん - カマタマーレ讃岐（Jリーグ）マスコットキャラクター。いしかわ側と讃岐側との間でキャラクター使用について合意に至らず、2012年に使用中止[23]。
- 小松左京アニメ劇場 - 小松左京原作のショートショートの小説を原作にしたショートアニメのキャラクターデザイン。（1989年-1990年、毎日放送、関西ローカル・UHFアニメ）
- これってホメことば? - NHK放送中のみんなのうたの歌でアニメーション制作とキャラクータデザイン。歌：ことばおじさん事梅津正樹と他のNHKアナウンサーのメンバー（ことばおじさんとアナウンサーズ）。

## 出演

### 映画
- ほんの5g
- 二十世紀少年読本
- バタアシ金魚 板垣先生役

### テレビ
- BSマンガ夜話（NHK BS2 1996年-2009年） - レギュラー